# Úrvalsdeild 2000
Úrvalsdeild 2000 là mùa giải thứ 89 của giải bóng đá ở Iceland. KR bảo vệ thành công chức vô địch. Stjarnan và Leiftur bị xuống hạng. Giải đấu còn có tên là Símadeild do sự tài trợ của công ty viễn thông Iceland, Síminn.
KR's Andri Sigþórsson là vua phá lưới với 14 bàn thắng.

## Bảng xếp hạng
| Vị thứ | Đội        | St | T  | H | B  | BT | BB | HS  | Đ  | Ghi chú               |
| ------ | ---------- | -- | -- | - | -- | -- | -- | --- | -- | --------------------- |
| 1      | KR         | 18 | 11 | 4 | 3  | 27 | 14 | +13 | 37 | UEFA Champions League |
| 2      | Fylkir     | 18 | 10 | 5 | 3  | 39 | 16 | +23 | 35 | Cúp UEFA              |
| 3      | Grindavík  | 18 | 8  | 6 | 4  | 25 | 18 | +7  | 30 | Cúp UEFA              |
| 4      | ÍBV        | 18 | 8  | 5 | 5  | 29 | 17 | +12 | 29 | Cúp Intertoto         |
| 5      | ÍA         | 18 | 7  | 5 | 6  | 21 | 17 | +4  | 26 |                       |
| 6      | Keflavík   | 18 | 4  | 7 | 7  | 21 | 35 | -14 | 19 |                       |
| 7      | Breiðablik | 18 | 5  | 3 | 10 | 29 | 35 | -6  | 18 |                       |
| 8      | Fram       | 18 | 4  | 5 | 9  | 22 | 33 | -11 | 17 |                       |
| 9      | Stjarnan   | 18 | 4  | 5 | 9  | 18 | 31 | -13 | 17 | Xuống hạng            |
| 10     | Leiftur    | 18 | 3  | 7 | 8  | 24 | 39 | -15 | 16 | Xuống hạng            |

| Vô địch Símadeild 2000 |
| ---------------------- |
| KR Danh hiệu thứ 22    |